# Hari Parbat
Hari Parbat, también llamado Koh-i-Maran, es una colina que domina Srinagar, la ciudad más grande y la capital de Jammu y Cachemira, India. Es el sitio del fuerte Hari Parbat, construido por el Imperio Durrani. Además es la sede de varios santuarios: el importante mandir Chakrieshwar, dos mezquitas y dos gurdwaras.

## Fuerte Hari Parbat
Las primeras fortificaciones en el sitio fueron construidas por el emperador mogol Akbar en 1590, quien construyó un muro exterior para el fuerte como parte de sus planes para una nueva capital en el sitio de la actual ciudad de Srinagar en Cachemira . Sin embargo, el proyecto nunca se completó. El fuerte actual fue construido en 1808 bajo el reinado del gobernador de la provincia de Cachemira del Imperio Durrani, Atta Mohammed Khan.
Se puede llegar al fuerte a través de dos lados de la ciudad: (a) a través de Rainawari a través de la Puerta Kathi Darwaza y (b) a través de Hawal a través de la Puerta Sangin Darwaza. El fuerte estuvo cerrado durante casi dos décadas y fue abierto al público en 2007.
El 15 de agosto de 2021 (75.º día de la independencia), el gobierno indio izó una bandera india de 30 metros de altura en la cima del fuerte.  En 2021, el fuerte fue ocupado por la Central Reserve Police Force (CRPF) de la India. El Servicio Arqueológico de la India se encarga de su mantenimiento.

## Santuarios

### Mandir Chakrieshwar
El templo se conoce como Chakrieshwar ocupando la parte media de la ladera occidental de la colina. Los Pandits de Cachemira consideran que Hari Parbat es uno de los lugares más sagrados del Hinduismo. La tradición señala que su culto es “tan antiguo como el propio asentamiento humano en Cachemira”. El lugar ha sido venerado desde tiempos inmemoriales, con referencias en textos antiguos como el Nilamata Purana (siglo VII) que narran su origen mítico. A lo largo de los siglos, distintos gobernantes y devotos mantuvieron su importancia: por ejemplo, los reyes locales respetaban este sitio sagrado, y se cree que incluso durante el periodo de los maharajás Dogra se realizaron mejoras. En la década de 1960 se añadió la actual cubierta con forma de loto sobre la roca sagrada, reforzando la estructura del templo (obra tradicionalmente atribuida al sabio Swami Lakshman Joo, un reconocido maestro del Shaivismo de Cachemira). Hoy sigue en pie como símbolo de la herencia religiosa de Cachemira y se le considera el santuario más importante de la colina de Hari Parbat.
Según la leyenda, en este lugar la diosa Sharika venció al demonio Jalodbhava. Atendiendo las súplicas de sus devotos, la diosa tomó la forma de un pájaro Haer (una myna) y dejó caer una piedra sobre el demonio. La roca fue creciendo hasta convertirse en una colina, sepultándolo por completo. Esa colina se conoce desde entonces como Hari Parbat. En ese sitio sagrado habita la diosa madre, venerada como Sharika, o Sri Lalita Tripura Sundari, una divinidad de dieciocho brazos que es considerada la protectora de la ciudad de Srinagar. La diosa “se manifestó en forma de una roca (śilā) sagrada” en la ladera noroccidental de Hari Parbat, y en esa piedra se aprecia un patrón geométrico místico que corresponde al "Sri-Chakra” o Maha Yantra,   un poderoso diagrama místico. La enorme roca vertical, de unos metros de alto, está teñida de bermellón (sindoor) –color sagrado asociado a la Shakti– y adornada diariamente con pétalos de flores rojas y pan de plata. Por residir en la forma de un Chakra, también se la llama Chakreśvarī (Señora del Chakra) y se la menciona explícitamente como Mahā-Tripurasundarī y Rājarājeśvarī (Reina de reinas del universo), títulos que corresponden a la Diosa Suprema adorada en el tantra shakta.

### Mezquitas
En el lado sur de Hari Parbat se encuentra Makhdoom Sahib, el santuario del santo sufí Hamza Makhdoom del siglo XVI.
Construida debajo del fuerte hay una mezquita dedicada a Shah Badakhshi, un santo Qadiri Sufi del siglo XVII. La mezquita fue construida por la princesa mogol Jahanara Begum . 

### Gurdwaras

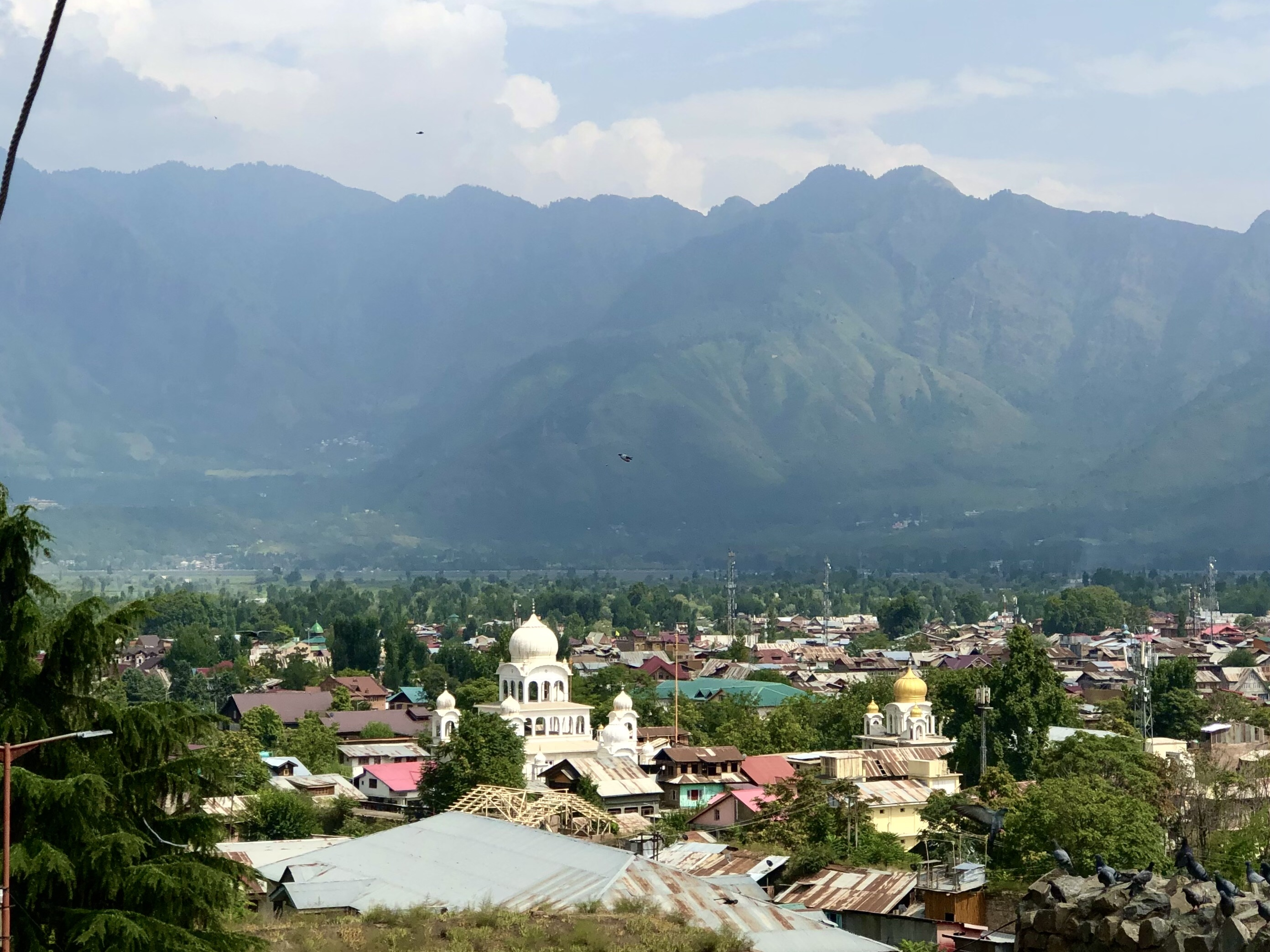
Gurdwara visto desde Hari Parbat

Se cree que el Gurdwara Chatti Patshahi en Kathi Darwaza (Rainawari) es el lugar donde Guru Har Gobind, el sexto gurú sikh, se quedó durante unos días mientras viajaba por Cachemira.  
El Gurdwara Gurú Nanak Dev es un lugar donde Gurú Nanak Dev se sentaba y conversaba con la gente a principios del siglo XVI. Fue designado con un pedestal por Mohammad Ata Khan, un general de Akbar que construyó el Fuerte Durrani. Posteriormente, Gurú Har Gobind construyó un pequeño Gurdwara en el lugar. 

## Galería

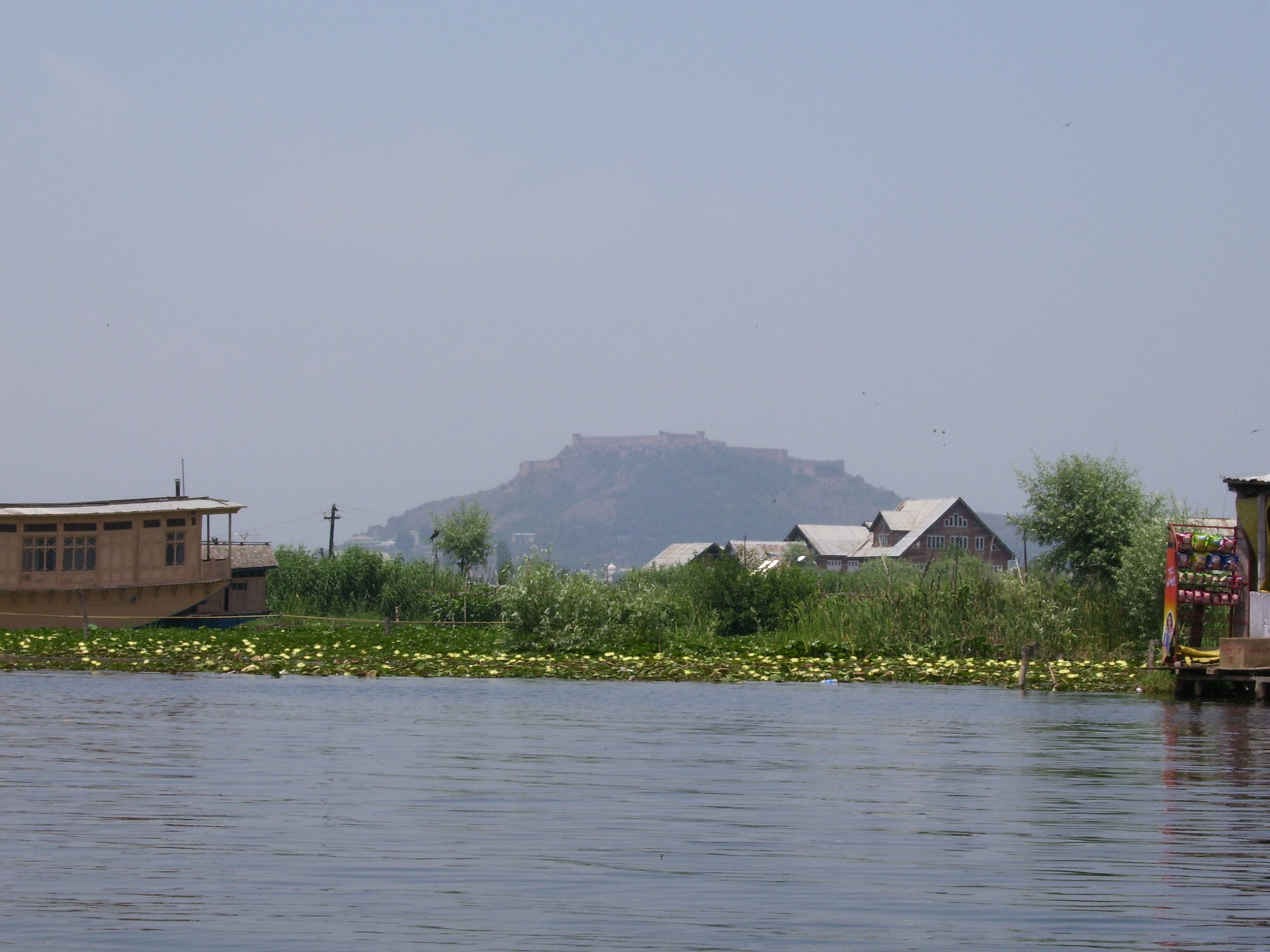
Hari Parbat del lago Dal, Srinagar.
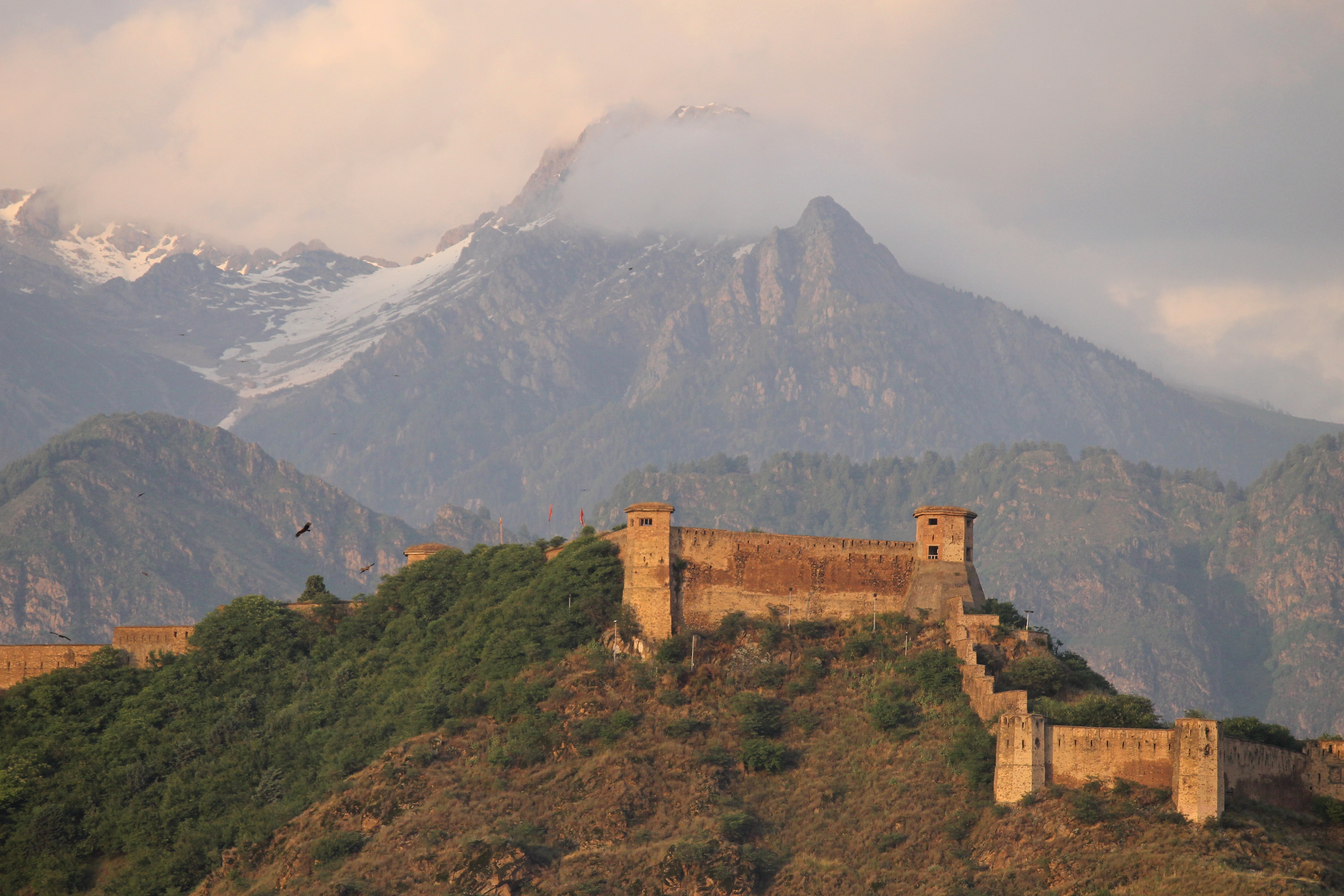
Hari Parbat visto desde el centro de Srinagar, Cachemira.
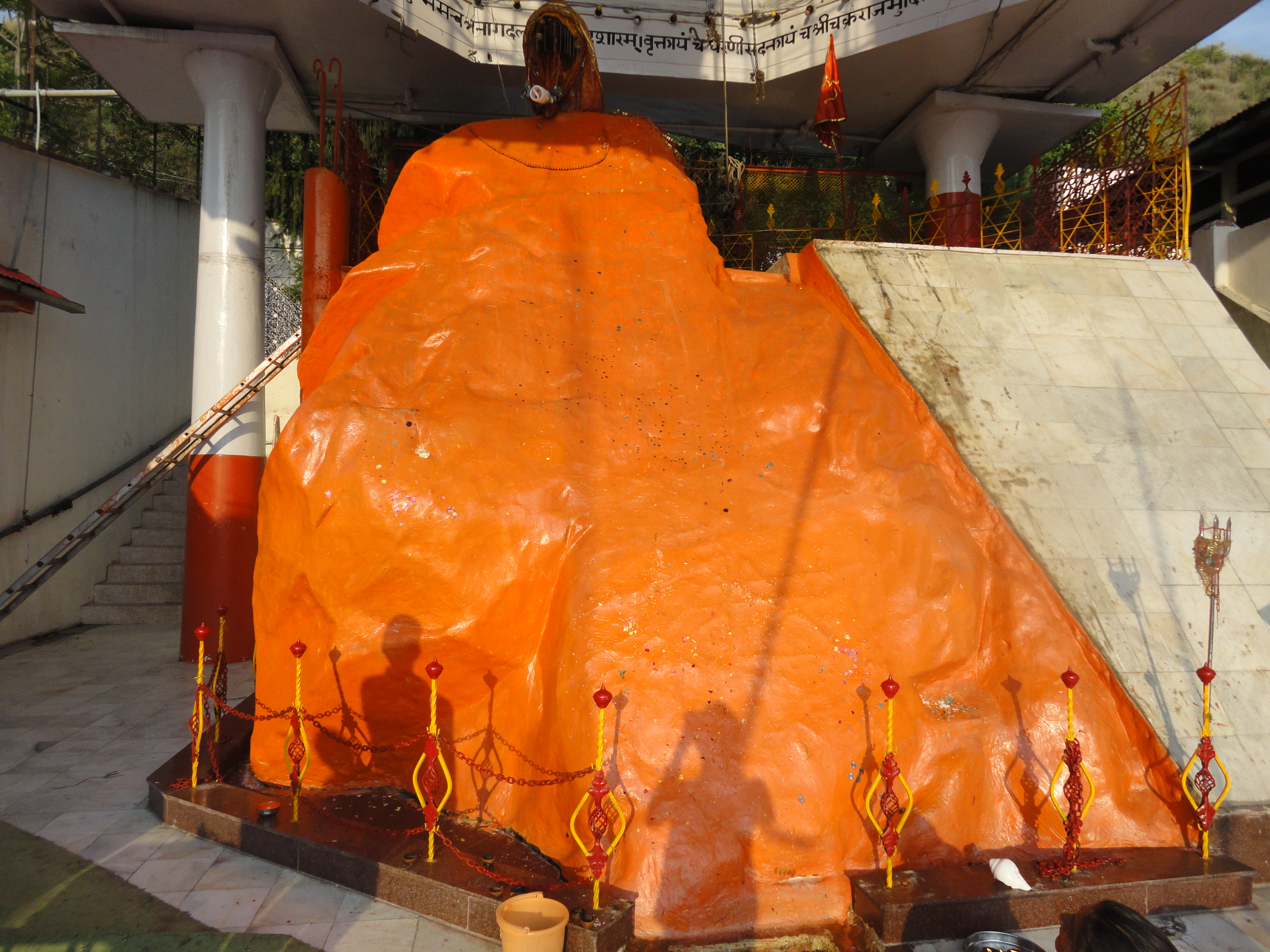
Templo Sharika
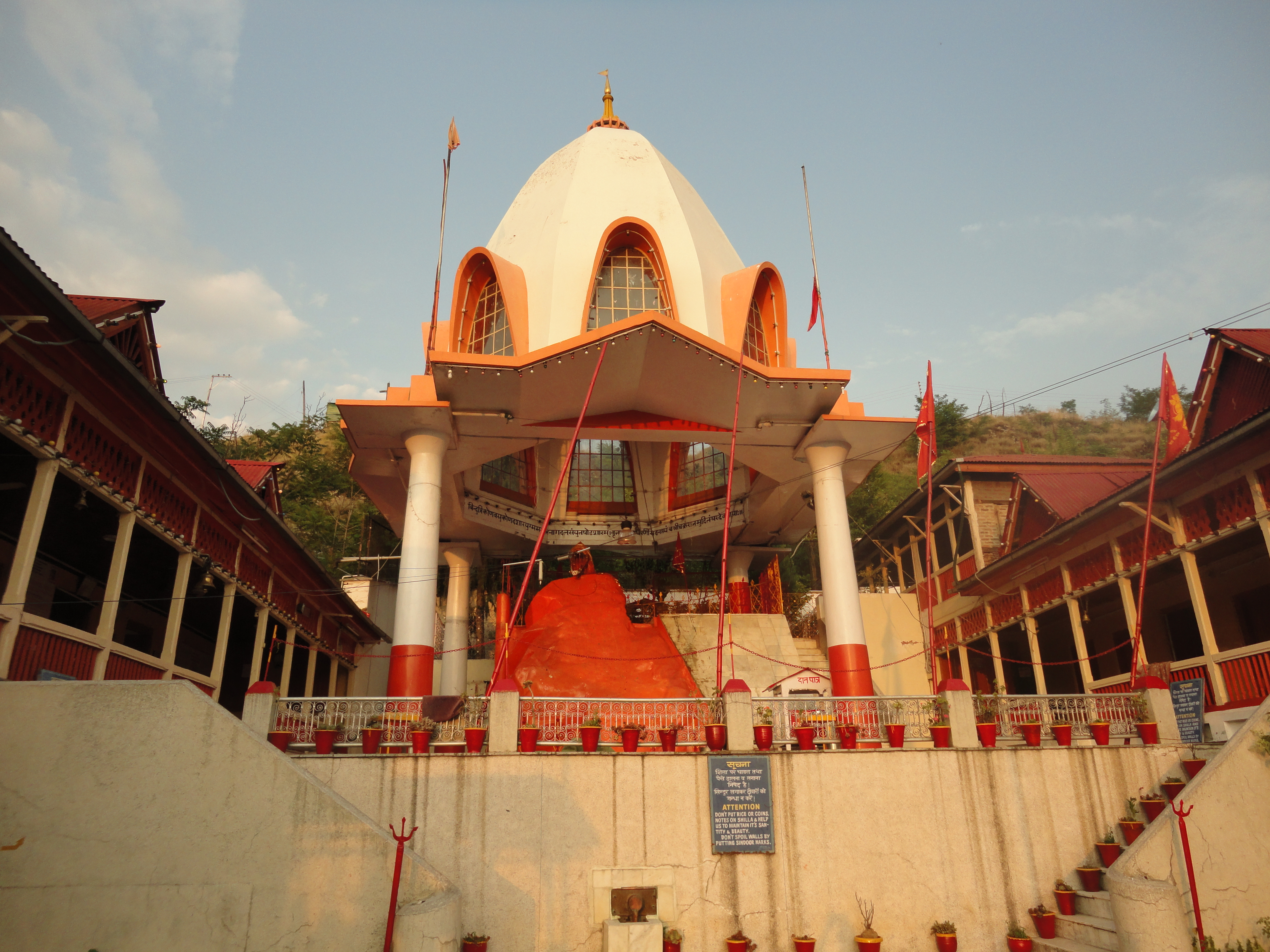
Templo Sharika
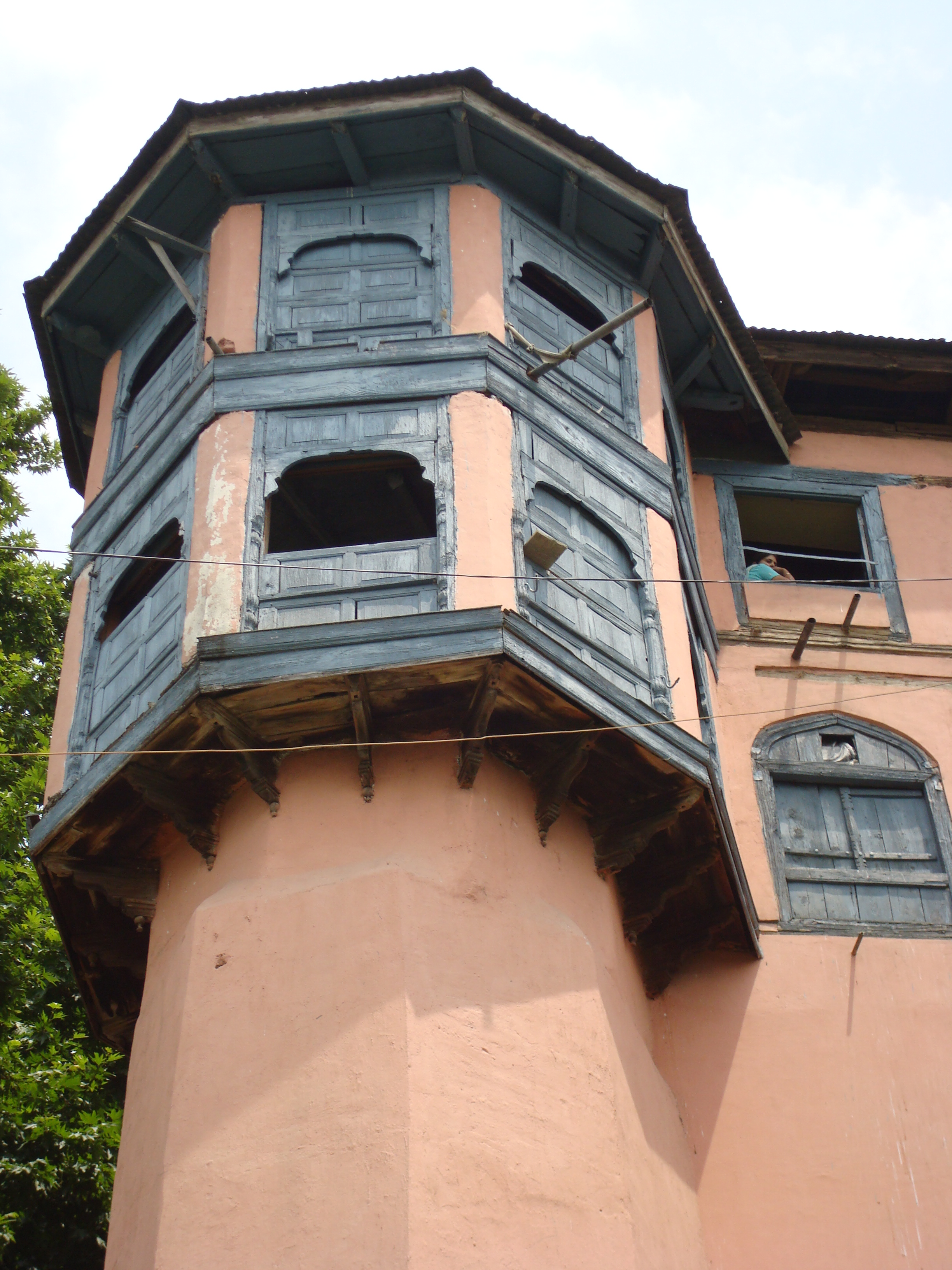
Ventanas de madera del templo Hari Parbat
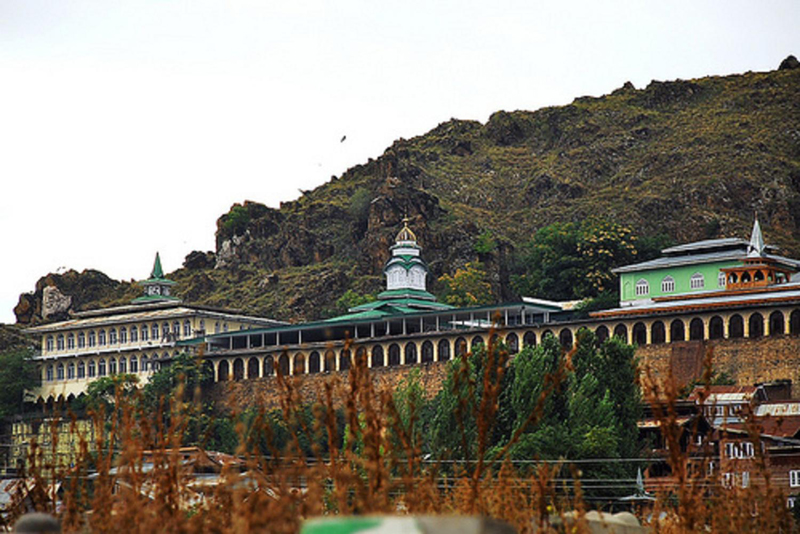
Santuario de Hamza Makhdoom, Srinagar.
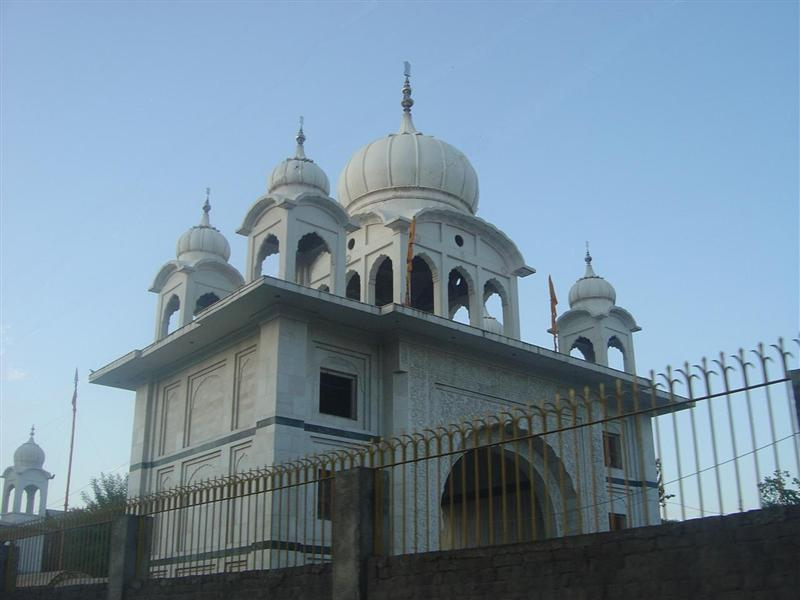
Gurdwara Chatti Patshahi, Rainawari
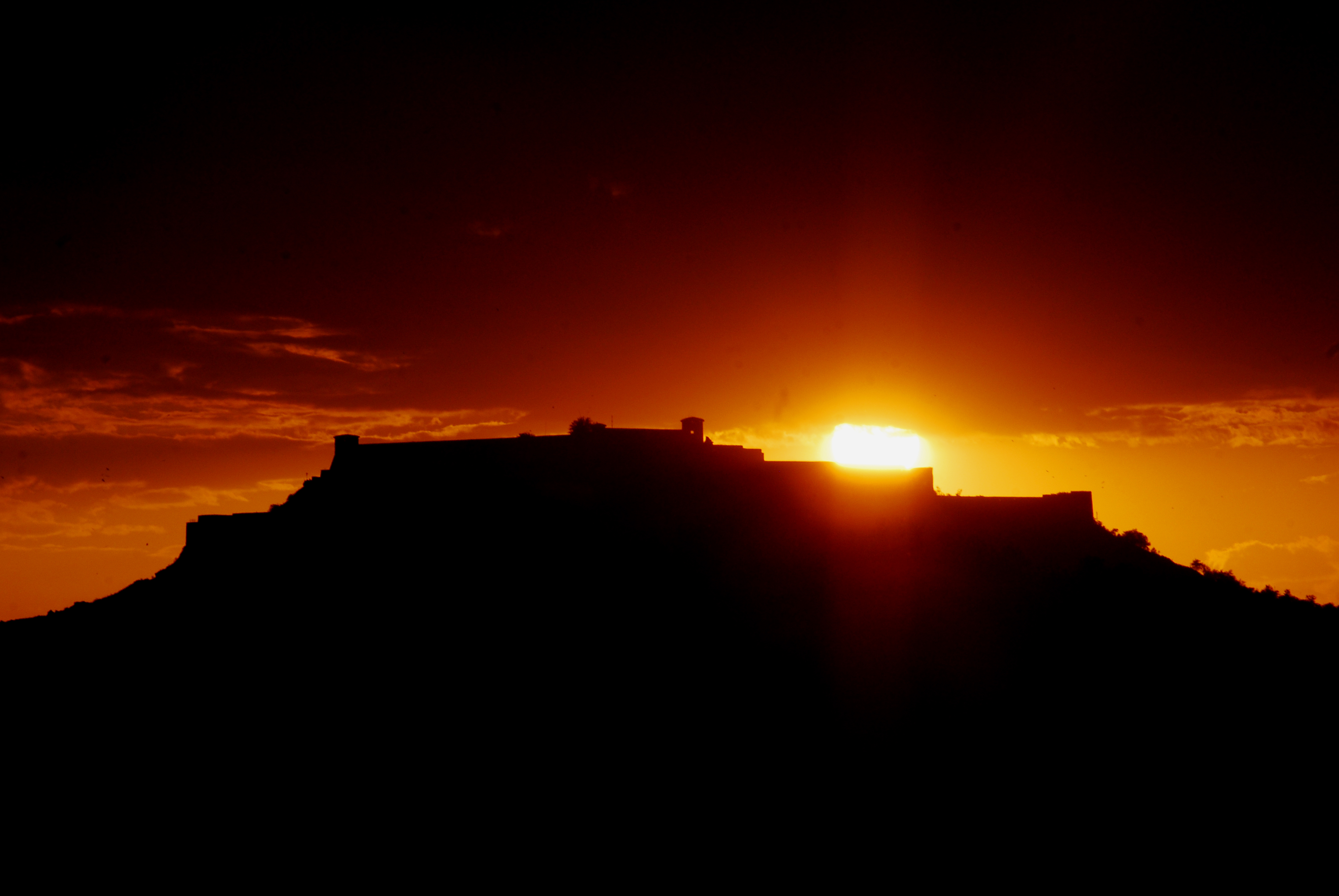
Hari Parvat
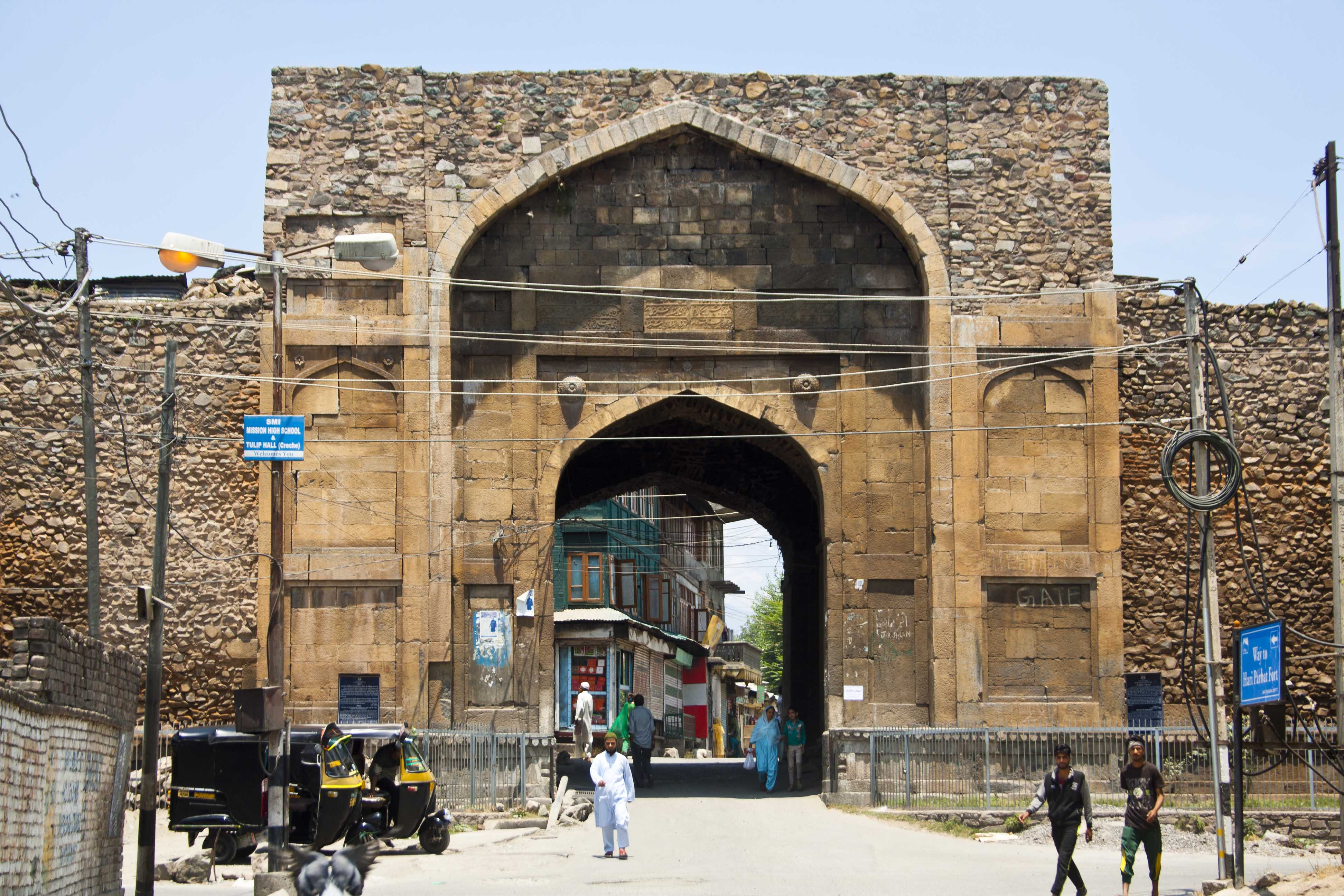
Kathi Darwaza